# Салитерник, Цви
Цви Салитерник (при рождении Герш Хаимович Салитерник; 16 мая 1897, Проскуров — 17 октября 1993, Иерусалим) — израильский учёный-энтомолог. Лауреат Государственной премии Израиля по медицине (1962).

## Биография
Начал изучать медицину в Киеве, но оставив учёбу эмигрировал в 1919 в Эрец-Исраэль. Изучал биологию в Еврейском университете в Иерусалиме (получил докторскую степень в 1946). С 1921 инспектор антималярийных мероприятий, проводимых медицинской организацией Гадасса. В 1949 организовал и возглавил (до 1962) отдел по борьбе с малярией при Министерстве здравоохранения Израиля. В 1962 был удостоен Государственной премии Израиля по медицине за вклад по борьбе с малярией. Описал один подвид кровососущих комаров Anopheles turkhudi telamali Saliternik & Theodor, 1942.

## Публикации
- Saliternik Z. & Theodor O. On a new variety of Anopheles turkhudi from Palestine (англ.) // Journal of the Malaria Institute of India : Журнал. — 1942. — No. 4. — P. 429–434.
- Saliternik Z. Field Investigations on the Bionomics of Anopheles sergenti, Theo. in Israel during the years 1961-1965 (англ.) // Israel Journal of Entomology : Журнал. — 1967. — Vol. 2. — P. 145–162.